# Polo aux Jeux olympiques de 1908
Navigation
Édition précédente Édition suivante
L'épreuve de Polo aux Jeux olympiques de 1908, se déroule à Londres. C'est la deuxième fois que les Jeux olympiques d'été accueillent le tournoi olympique de polo. Lors de cette épreuve, trois équipes exclusivement britanniques se sont affrontées.

## Podium
| Médaille | Équipe             | Pays        |
| -------- | ------------------ | ----------- |
| Or       | Roehampton         | Royaume-Uni |
| Argent   | Hurlingham Irlande | Royaume-Uni |

## Participants

### Hurlingham
- Walter Buckmaster
- Frederick Freake
- Walter Jones
- John Wodehouse

### Irlande
- John Hardress Lloyd
- John Paul McCann
- Percy O'Reilly
- Auston Rotherham

### Roehampton
- Charles Darley Miller
- George Arthur Miller
- Patteson Nickalls
- Herbert Haydon Wilson

## Résultats
- 18 juin 1908

Roehampton Royaume-Uni bat Hurlingham Royaume-Uni : 3-1
- 21 juin 1908

Roehampton Royaume-Uni|| bat Irlande||: 8-1

## Sources
- Liste des médaillés sur le site officiel du CIO